# 129955 Eriksyrstad
129955 Eriksyrstad este o planetă minoră (asteroid), cu un diametru de 4,114 km, din centura de asteroizi. A fost descoperită pe 8 octombrie 1999 la Catalina Station⁠(d) de Catalina Sky Survey. 
Obiectul prezintă o orbită caracterizată de o semiaxă mare de 2,68266261143 UAi, o excentricitate de 0,23, o înclinație de 14,1 ° în raport cu ecliptica.